# Cardenal Quintero
Pour les articles homonymes, voir Quintero.
Cardenal Quintero est l'une des vingt-trois municipalités de l'État de Mérida au Venezuela. Son chef-lieu est Santo Domingo. En 2011, la population s'élève à 9 441 habitants. Elle porte le nom du premier archevêque vénézuélien fait cardinal, José Humberto Quintero Parra (1902-1984).

## Géographie

### Subdivisions
La municipalité possède une seule paroisse civile et une parroquia capital, traduite ici par « capitale » (en italiques et suivie d'une astérisque) avec, chacune à sa tête, une capitale (entre parenthèses) :
- Capitale Cardenal Quintero * (Santo Domingo) ;
- Las Piedras (Las Piedras).